# Huang Xing
Huang Xing (xinès simplificat: 黄兴; xinès tradicional: 黃興; pinyin: Huáng Xīng), també conegut a Occident com Huang Hsing (Changsha, Hunan, 25 d'octubre de 1874 – Xangai, 31 d'octubre de 1916), fou un militar i activista republicà. Se l'anomenava el "General dels Vuit Dits” arran d'una ferida en combat. Participà en diverses conspiracions per tal d'enderrocar la dinastia manxú dels Qing i fou un dels principals líders de la Revolució Xinhai. Considerat la mà dreta de Sun Yat-sen el “pare de la Pàtria" i membre com ell de la Tongmenghui, amb altres revolucionaris i nacionalistes fou un dels fundadors del Kuomintang. Va morir el 1916 a Xangai. Estava casat amb la metgessa i militant republicana Xu Zonghan.
L'actor Jackie Chan va interpretar el paper de Huang Xing a 1911 (pel·lícula).